# Budapesta
Budapesta (în maghiară Budapest pronunțat [ˈbudɒpɛʃt] ⓘ) este capitala Ungariei. Orașul este situat pe ambele maluri ale Dunării. În partea de est a Dunării se află Pesta, care ocupă două treimi din suprafață, iar pe partea de vest se află Buda, cealaltă treime a orașului. Budapesta are c. 1,7 milioane de locuitori (est. 1999).
Cetatea Buda și zona malurilor Dunării din Budapesta au fost înscrise în anul 1987 pe lista patrimoniului cultural mondial UNESCO.

## Geografie

### Așezare geografică
Teritoriul Budapestei este de 525 km². Este înconjurat de județul Pest, județ din care 81 de așezări fac parte din zona metropolitană a orașului. Capitala ungară are o diagonală de 25 km în direcția nord-sud, de 29 km în direcția est-vest. Altitudinea minimă este de 96 metri (la cota mijlocie a apei Dunării), iar altitudinea maximă o are pe Muntele János de 527 metri.
Are un rol important în legăturile terestre a Ungariei, deoarece de aici pornesc șoselele ungurești și totodată este nodul centralizat al rețelei feroviare. Teritoriul orașului este împărțit de Dunăre, care traversează capitala ungară în direcția nord-sud. Contrastul este evident și geografic: pe partea dreaptă a fluviului se situează dealuri și munți; iar pe partea stângă este situată câmpia Pestei, cu dâmburi mici spre nord-est, unde încep Dâmburile Gödöllő.
Partea Buda este zona de locuit și de odihnă a capitalei, cu zone economice în nord și în sud, iar Pesta este centrul administrativ, comercial și industrial, cu cartiere mari rezidențiale și cu mari stabilimente de divertisment.
Pe aria budapestană a Dunării se află trei insule. Dintre acestea cea mai mare este Insula Csepel din sudul orașului, partea nordică a acestuia constituind sectorul al XXI-lea, a cărui nume oficial este și Csepel, exact ca numele insulei. Ca mărime este urmat de Insula Margareta, cu multe bogății istorice, iar cea mai mică ca mărime este Insula Óbudei, zisă și Hajógyári-sziget (Insula șantierului naval). În imediata vecinătate spre nord a zonei administrative a orașului este Insula Szentendrei, care ține până Dunakanyar (Curbura Dunării).

### Clima
Budapesta se află în zonă temperată, fiind un oraș cu climat temperat continental de tranziție, media anuală a temperaturii fiind de 11,0 °C. Luna cea mai caldă este luna iulie, media temperaturii ajungând la 21°C. Recordul maxim a fost de 40,7 °C, măsurat la data de 20 iulie 2007. Luna cea mai răcoroasă este luna ianuarie, media temperaturii fiind în jur de -1,6 °C. Ultima zi geroasă a primăverii este 15 aprilie Numărul anual al orelor însorite este de 2.040. Media cantității precipitațiilor este de 516 mm, lunile cu cele mai multe precipitații fiind iunie și noiembrie. Pe Dunăre de obicei sunt anual 2 valuri de flux, primul la sfârșitul iernii (flux ghețos), iar al doilea la începutul primăverii (flux verde).
Budapesta este o capitală ferită de vânt, mulțumită Munților Carpați și Munților transdanubieni. Direcția vântului dominant este de Nord-Vest. Toamna, lipsa vântului duce la creșteri abundente de ceață.
| Date climatice pentru Budapesta, 1970-2010  | Date climatice pentru Budapesta, 1970-2010 | Date climatice pentru Budapesta, 1970-2010 | Date climatice pentru Budapesta, 1970-2010 | Date climatice pentru Budapesta, 1970-2010 | Date climatice pentru Budapesta, 1970-2010 | Date climatice pentru Budapesta, 1970-2010 | Date climatice pentru Budapesta, 1970-2010 | Date climatice pentru Budapesta, 1970-2010 | Date climatice pentru Budapesta, 1970-2010 | Date climatice pentru Budapesta, 1970-2010 | Date climatice pentru Budapesta, 1970-2010 | Date climatice pentru Budapesta, 1970-2010 | Date climatice pentru Budapesta, 1970-2010 |
| Luna                                        | Ian                                        | Feb                                        | Mar                                        | Apr                                        | Mai                                        | Iun                                        | Iul                                        | Aug                                        | Sep                                        | Oct                                        | Nov                                        | Dec                                        | Anual                                      |
| ------------------------------------------- | ------------------------------------------ | ------------------------------------------ | ------------------------------------------ | ------------------------------------------ | ------------------------------------------ | ------------------------------------------ | ------------------------------------------ | ------------------------------------------ | ------------------------------------------ | ------------------------------------------ | ------------------------------------------ | ------------------------------------------ | ------------------------------------------ |
| Maxima medie °C (°F)                        | 2.9 (37,2)                                 | 5.5 (41,9)                                 | 10.6 (51,1)                                | 16.4 (61,5)                                | 21.9 (71,4)                                | 24.6 (76,3)                                | 26.7 (80,1)                                | 26.6 (79,9)                                | 21.6 (70,9)                                | 15.4 (59,7)                                | 7.7 (45,9)                                 | 4.0 (39,2)                                 | 15,3 (59,5)                                |
| Media zilnică °C (°F)                       | 0.4 (32,7)                                 | 2.3 (36,1)                                 | 6.1 (43)                                   | 12.0 (53,6)                                | 16.6 (61,9)                                | 19.7 (67,5)                                | 21.5 (70,7)                                | 21.2 (70,2)                                | 16.9 (62,4)                                | 11.8 (53,2)                                | 5.4 (41,7)                                 | 1.8 (35,2)                                 | 11,3 (52,3)                                |
| Minima medie °C (°F)                        | −1.6 (29,1)                                | 0.0 (32)                                   | 3.5 (38,3)                                 | 7.6 (45,7)                                 | 12.1 (53,8)                                | 15.1 (59,2)                                | 16.8 (62,2)                                | 16.5 (61,7)                                | 12.8 (55)                                  | 7.85 (46,13)                               | 2.9 (37,2)                                 | 0.0 (32)                                   | 7,8 (46)                                   |
| Minima istorică °C (°F)                     | −25.6 (−14.1)                              | −23.4 (−10.1)                              | −15.1 (4,8)                                | −4.6 (23,7)                                | −1.6 (29,1)                                | 3.0 (37,4)                                 | 5.9 (42,6)                                 | 5.0 (41)                                   | −3.1 (26,4)                                | −9.5 (14,9)                                | −16.4 (2,5)                                | −20.8 (−5.4)                               | −25,6 (−14,1)                              |
| Precipitații mm (inches)                    | 37 (1.46)                                  | 29 (1.14)                                  | 30 (1.18)                                  | 42 (1.65)                                  | 62 (2.44)                                  | 63 (2.48)                                  | 45 (1.77)                                  | 49 (1.93)                                  | 40 (1.57)                                  | 39 (1.54)                                  | 53 (2.09)                                  | 43 (1.69)                                  | 532 (20,94)                                |
| Umiditate [%]                               | 79                                         | 74                                         | 66                                         | 59                                         | 61                                         | 61                                         | 59                                         | 61                                         | 67                                         | 72                                         | 78                                         | 80                                         | 68,1                                       |
| Nr. de zile cu precipitații                 | 7                                          | 6                                          | 6                                          | 6                                          | 8                                          | 8                                          | 7                                          | 6                                          | 5                                          | 5                                          | 7                                          | 7                                          | 78                                         |
| Ore însorite                                | 62                                         | 93                                         | 137                                        | 177                                        | 234                                        | 250                                        | 271                                        | 255                                        | 187                                        | 141                                        | 69                                         | 52                                         | 1.988                                      |
| Sursă: Serviciul de Meteorologie a Ungariei |                                            |                                            |                                            |                                            |                                            |                                            |                                            |                                            |                                            |                                            |                                            |                                            |                                            |

## Istorie

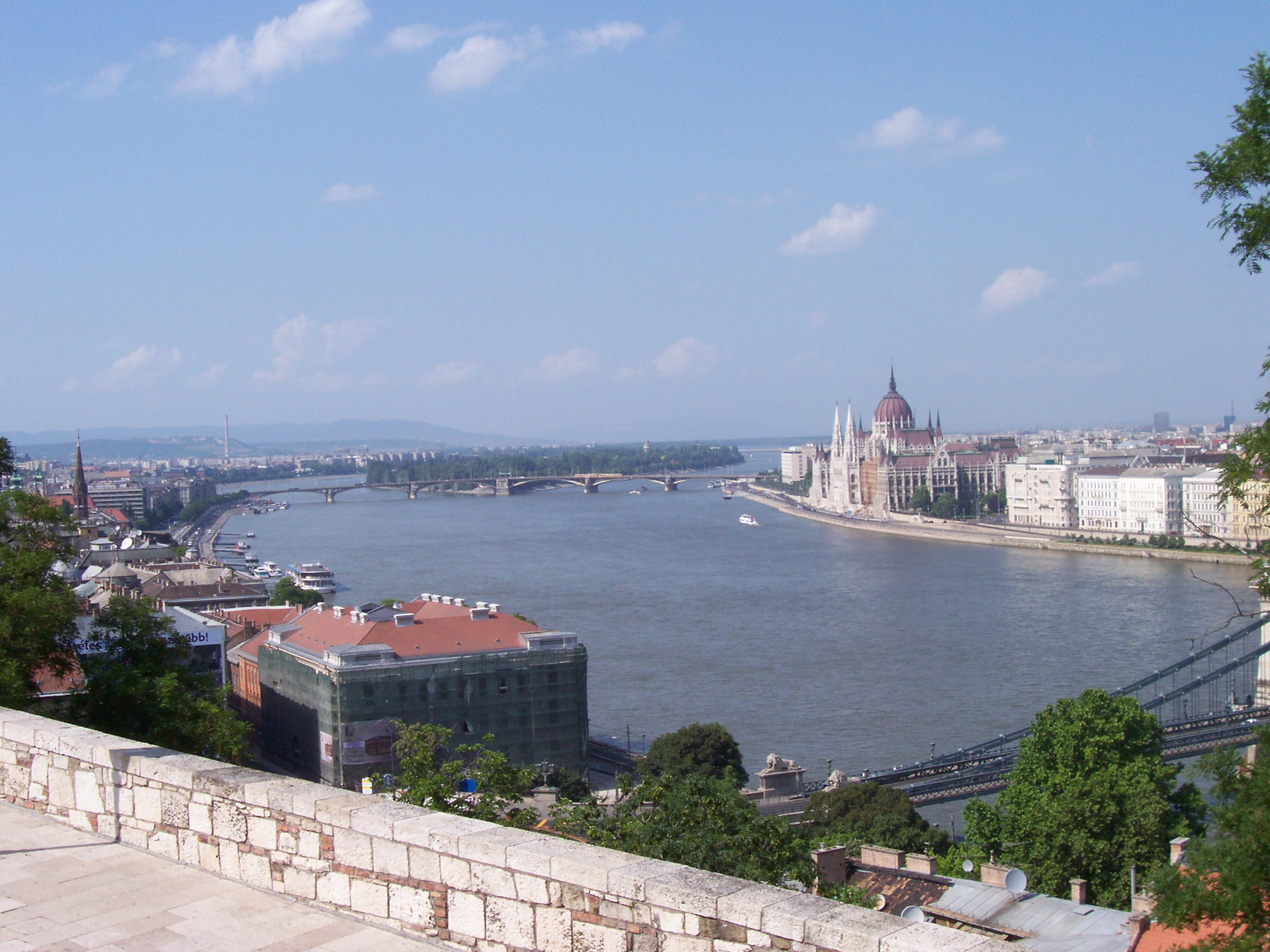
Vedere a orașului Budapesta

Orașul Ak-Ink a fost fondat de celți pe malul drept al Dunării. În epoca romană primește numele de Aquincum, devenind centrul de guvernare a Pannoniei Inferioare. Pe malul stâng al Dunării se construiește un nou oraș cu numele de Trans-Aquincum, numit și Contraaquincum. Cele două orașe au fost legate de un pod pe bărci, astfel fiind asigurat comerțul între cele două maluri ale Dunării. În secolul al IV-lea a început să se răspândească creștinismul și în această provincie, dar acest lucru a fost oprit de invazia hunilor în 375. Potrivit cronicilor medievale maghiare, în jurul anului 450 un frate al lui Attila, Buda, a rebotezat Aquincumul, numit pe vremea respectivă și Sicambria, după numele său. Potrivit altor surse, numele ar veni de la cuvântul slav voda, "apă". După destrămarea Imperiului Hunic, orașul a fost dominat de goți (493-560), de avari (560-800), de franci (800-880), iar din anii 880-889 de maghiari.
Prima atestare scrisă a Pestei datează din 1148, orașul fiind construit pe ruinele Contraaquincum-ului. Din secolul al XIII-lea orașele încep să înflorească, dar acest lucru este oprit de invazia mongolă din 1241, când ambele au fost incendiate. Regele Béla al IV-lea a reconstruit cele două orașe. El a mutat capitala la Óbuda. A construit o cetate de piatră rezistentă împotriva invaziei mongole din 1285. Orașul devine cunoscut în toată lumea în anul 1279, când se ține Sinodul din Buda.

Palatul din Buda

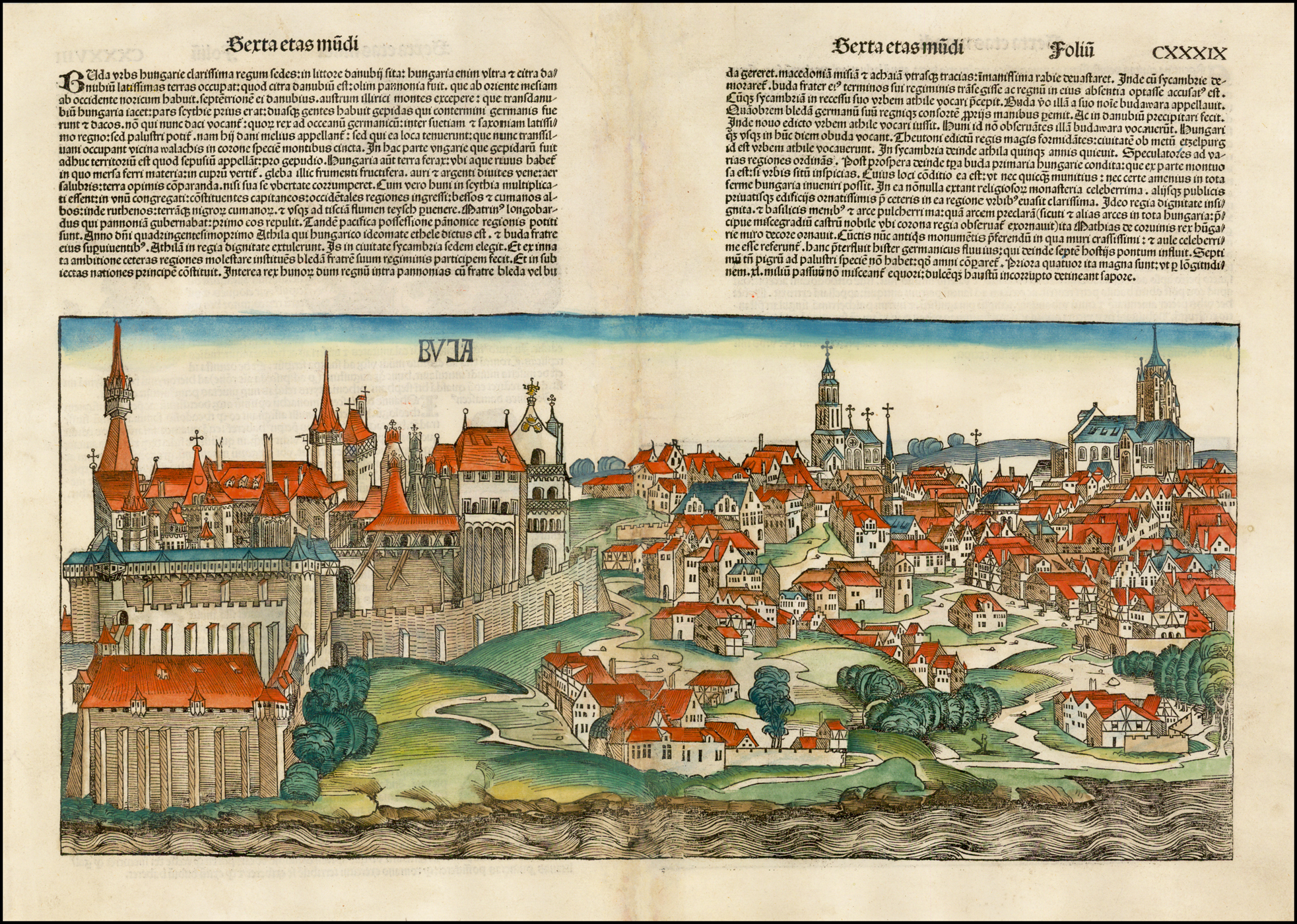
Cetatea Buda în timpul lui Matia Corvin

Construcțiile palatului și cetății din Buda au fost demarate de Sigismund de Luxemburg în anul 1417, cu o populație preponderent germană. De la aceasta provine și numele de Ofen, folosit paralel cu Buda. Orașul a ajuns la apogeu sub Matia Corvin. El a mărit palatul lui Sigismund și a introdus apa prin conducte de plumb. Tot el a fost fondatorul bibliotecii „Corvina”, cu 50.000 de exemplare, multe costând peste 1.000 de florini de aur. În acea epocă Buda se numără între cele mai renumite orașe din Europa pe plan cultural, universitar și comercial.
În anul 1526, Buda a fost cucerită de turci, iar dieta Ungariei s-a refugiat la Pojon (azi Bratislava). În cei 145 de ani de stăpânire turcească au fost construite cele mai multe băi ale orașului, precum și monumentul funerar al lui Gül Baba, care este și azi loc de pelerinaj pentru turci și arabi.
Coaliția de armate creștine a eliberat orașul la 2 septembrie 1686, iar împăratul Leopold I i-a reacordat privilegiul de oraș liber în 1703 (atât șPestei, cât și Budei, cea din urmă fiind declarată oficial capitala țării). În acești ani (începutul anilor 1700) orașele au fost reconstruite complet, iar din anul 1749 împărăteasa Maria Terezia a început reconstruirea palatului din Buda. În secolul următor se construiește primul pod permanent peste Dunăre, Podul cu Lanțuri - „Lánchíd” (1839-1849), dar și alte clădiri remarcabile, ca Universitatea Tehnică (1846), Teatrul Național (1837), Muzeul Național al Ungariei (1838). Între anii 1854-1859 a fost edificată Sinagoga de pe strada Dohány, una din cele mai monumentale sinagogi din lume.

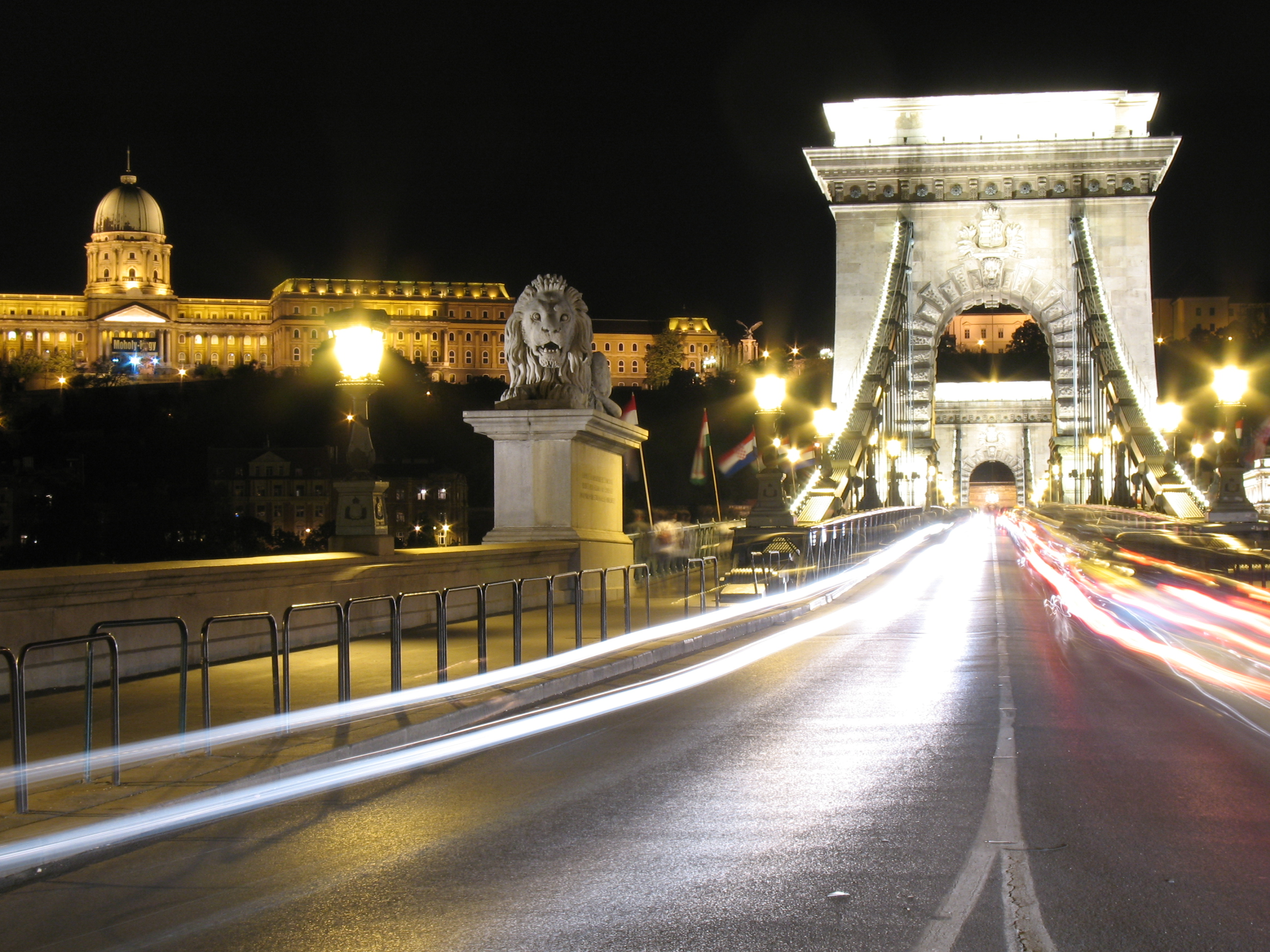
Podul cu Lanțuri (Lánchíd)

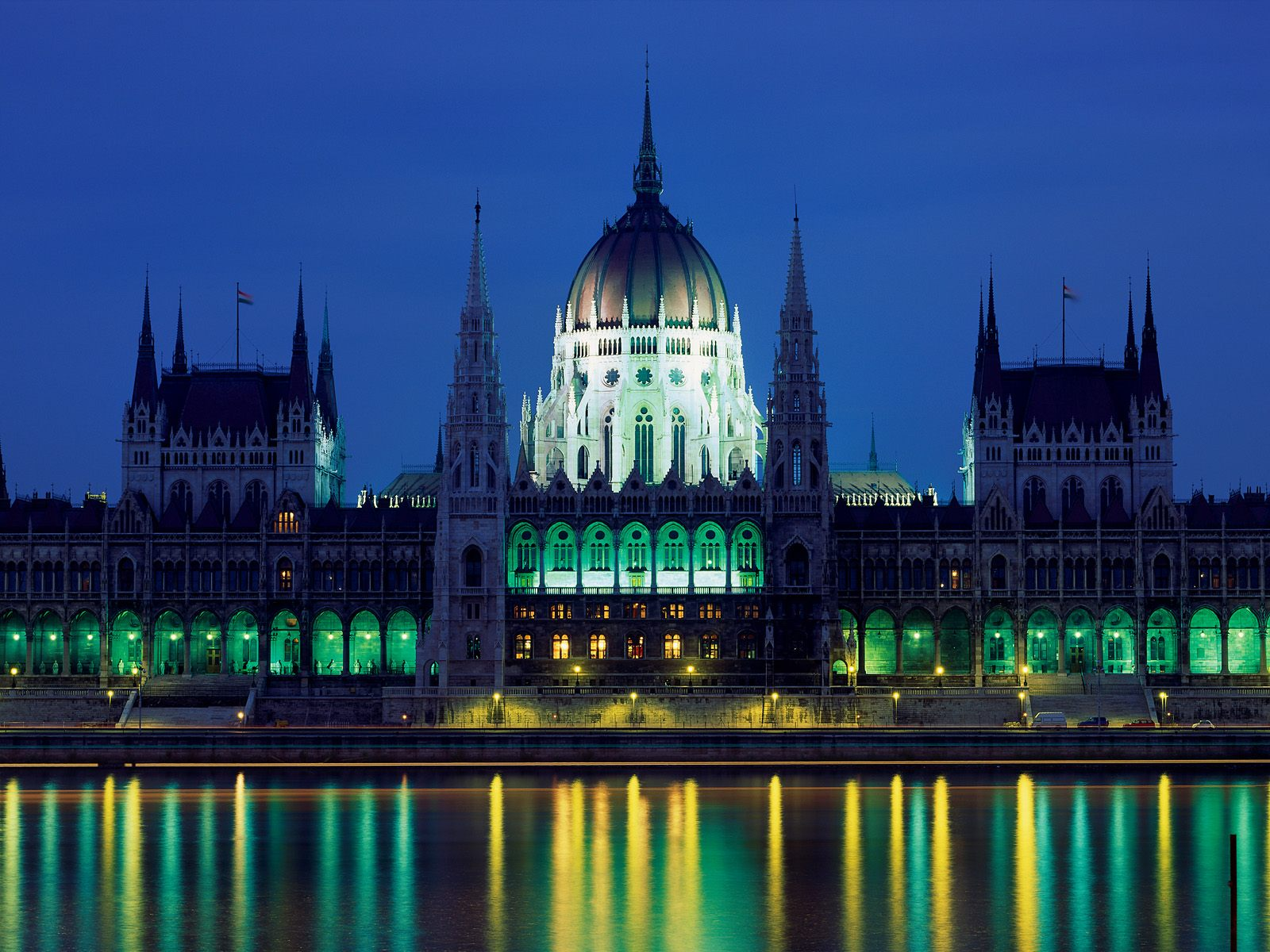
Parlamentul Ungariei.

După unirea celor trei orașe (Óbuda, Buda, Pest), Budapesta a fost împărțită în 10 sectoare, iar sistematizarea a fost concepută în așa fel din punct de vedere politic în așa fel încât, în caz de necesitate, să poată fi guvernată și de aici toată monarhia austro-ungară. După această concepție s-au construit numeroase construcții noi, ca Opera, Academia de Muzică, Gara Nyugati, Gara Centrală (azi Keleti). Se îmbunătățește și circulația în capitală, fiind construite cheiuri pe cele două maluri ale Dunării, podurile Margit (Margareta), Szabadság (Libertatea) și cea feroviară în nordul orașului. Se construiesc și bulevarde în formă de semicerc, având poduri la ambele capete. Sub cetatea Budei a fost construit un tunel în anul 1853, iar în 1870 a fost dat în folosință Funicularul din Budapesta. La Pesta a fost inaugurat în 1896 primul metrou de pe continent și al doilea din Europa (primul fiind la Londra). Între 1884-1902, pe malul stâng al Dunării a fost construită clădirea Parlamentului Ungariei.

Piața Eroilor

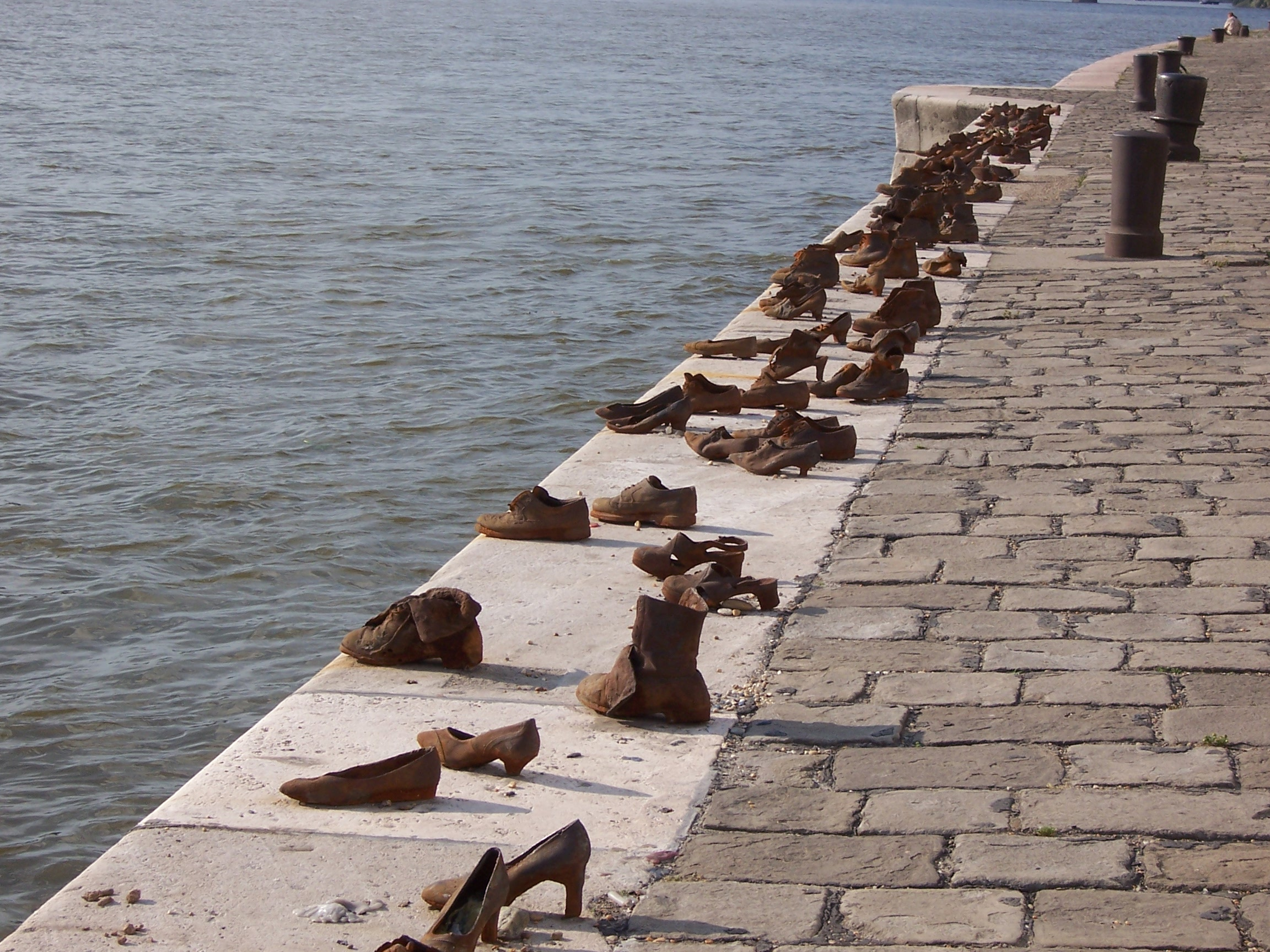
„Memorialul pantofilor pe malul Dunării” în amintirea evreilor svârliți spre înnecare.

În anii 1940, o parte din locuitorii orașului, evreii, au fost deportați și masacrați. Războiul a dus și la bombardarea și distrugerea unei bune părți a Budapestei. 
Au urmat anii comunismului, când Budapesta a devenit al 20-lea județ al Ungariei. Cele 10 sectoare înființate la unirea celor 3 orașe, care au devenit 14 sectoare în 1930, iar în 1950 au fost incluse orașele și comunele suburbane și s-a format „Budapesta Mare”, iar numărul sectoarelor a ajuns la 22.

Bazilica Sfântul Ștefan

În toamna anului 1956 a avut loc la Budapesta revoluția ungară din 1956. Aceasta a început la 23 octombrie cu un marș studențesc. Prim-ministrul Imre Nagy, având și sprijinul armatei, a încercat instituirea unui „socialism cu față umană”, dar revoluția a fost înfrântă de tancurile armatei sovietice, centrul Budapestei fiind distrus la doar 11 ani după terminarea celui de-al doilea război mondial. Au urmat ani de represalii. Din 1960 situația s-a schimbat, regimul Kádár ducând o politică mai tolerantă (așa zisul "comunism al gulașului"). În anii 1970, Ungaria a devenit cea mai liberală țară comunistă.

Statuia Libertății

Strada Váci, atracție turistică

Anii ’80 au adus orașului o mișcare politică subterană, pe care dictatura, slăbită, se făcea că o trecea cu vederea. La sfârșitul deceniului, Ungaria, între primele țări est-europene, a înlocuit regimul comunist cu o guvernare democratică. Primar al Budapestei a devenit Gábor Demszky (el fiind, până în 2010, primarul capitalei), care a continuat dezvoltarea orașului, ce fusese suspendată timp de aproape un secol. La 30 iunie 1991, din Ungaria s-au retras ultimele formațiuni militare sovietice. Evenimentul este comemorat în fiecare an, în ultimul sfârșit de săptămână al lunii iunie, fiind sărbătoarea orașului.

### Nume celebre ce se leagă de Budapesta
- Istorice:

În orașele medievale Buda și Pesta mai multe locuri publice au fost legate de sfinții locali: Szent Gellért tér (Piața Sf. Gellért) și Gellért-hegy (Muntele Gellért) după episcopul Gellért, Margit-sziget (Insula Margareta), Margit híd (Podul Margareta), Margit körút (Bulevardul circular Margareta)  după Margareta a Ungariei, fiica regelui Béla al IV-lea. După regele Matei Corvin a fost denumită Biserica Mátyás din Cetatea Buda. Ocupația otomană de 145 de ani a lăsat urme și în denumiri, Dâmbul Rozelor (Rózsadomb) fiind numit după "Tatăl rozelor", dervișul Gül Baba. Amintirea împărătesei Maria Terezia este vie în denumirea sectorului VI, Terézváros (Orașul Tereziei) și Teréz körút (Bulevardul circular Terezia). Și celelalte sectoare vechi poartă numele împăraților Habsburgi: Lipótváros (Orașul lui Leopold) , Krisztinaváros (Orașul Cristinei), Józsefváros (Orașul lui Iosif), Ferencváros (Orașul lui Francisc). Dar cea mai iubită persoană a dinastiei a fost regina Elisabeta (Sisi), după care au fost numite Erzsébetváros (Orașul Elisabetei), Erzsébet körút (Bulevardul Elisabeta) și Erzsébet híd (Podul Elisabeta).
- Oameni celebri cu legături de Budapesta:

Enumerarea lor ar fi un lucru imposibil, fiindcă din anii reformei maghiarii celebri au fost în legătură, într-un fel, cu capitala ungară. Putem pomeni, astfel, pe cei mai renumiți sau cu contribuții esențiale pentru omenire.
Cei care au făcut să ajungă Budapesta ce este și azi: István Széchenyi; Archiducele Iosif, Palatinul Regatului Ungar (fiul lui Leopold al II-lea); arhitecții renumiți din a doua jumătate a secolul XIX (ex. Miklós Ybl, Frigyes Schulek, Imre Steindl); Arhitectul urban Frigyes Podmaniczky; cei mai mari primari ai Budapestei (ex. Károly Kamermayer - primul primar al orașului unit și István Bárczy); și nu în ultimul rând Raoul Wallenberg, cetățean de onoare post-mortem al Budapestei, salvatorul a 100.000 de budapestani în timpul infernului cauzat de Al Doilea Război Mondial.
Instituții din Budapesta, care poartă numele unui maghiar celebru: Universitatea Eötvös Loránd (numită după Loránd Eötvös);  Universitatea Semmelweis  (numită după Ignac Semmelweis) sau Spitalul Korányi (numită după Frigyes Korányi). Multe nume au fost păstrate de magazinele, fabricile fondate de persoanele respective, de exemplu: producătorul de medicamente Gedeon Richter SA fondat de Gedeon Richter, Restaurantul Gundel poartă numele lui Károly Gundel sau Fabrica de Spirtoase Zwack (fabricantul bitterului "Unicum") poartă numele dr. Zwack, doctorul împăratului Iosif al II-lea. Instituțiile culturale, ca Teatrul Erkel (după numele lui Ferenc Erkel), Teatrul Karinthy (numit după Frigyes Karinthy), Muzeul de actori Bajor Gizi (numit după Gizi Bajor), sau cele sportive, ca Stadionul Puskás Ferenc (numit după Ferenc Puskás) sau Arena Sportivă Papp László (după numele boxerului László Papp) sunt celelalte clădiri care ne amintesc de oamenii minunați care s-au născut, au locuit sau au avut într-un oarecare fel legătură cu Budapesta.

## Stema
Capitala maghiară are o stemă în stil gotic, un scut francez cu smalț roșu, tripartit în fascie (în brâuri) de o fascie ondulată argintie mai îngustă, reprezentând Dunărea. În partea de sus este un castel auriu (galben) cu un singur turn și o singură poartă, reprezentând Pesta, iar în partea de jos un castel auriu (galben) cu trei turnuri și două porți, reprezentând Buda și Óbuda. Ambele cetăți au porțile deschise, cu un fundal albastru.
Ca suport pe partea dreaptă se situează un leu auriu, iar pe partea stângă un grifon auriu. Deasupra scutului se află Coroana Sfântă Maghiară. Stema este folosită oficial și fără suportul de animale de stemă și coroană.

## Administrația orașului

### Sistemul de vot la alegeri
Cu ocazia alegerilor locale, sunt aleși cu vot direct: primarul general, membrii Adunării Generale a Capitalei, primarii sectoarelor și membrii consiliilor locale din sectoare.
Primarul general și primarii sectoarelor sunt aleși cu sistem de vot bazat pe majoritate simplă (ca și în România), membrii consiliilor locale sunt aleși cu sistem de vot mixt (fiind combinate sistemul cu majoritate simplă (individual) și cel cu liste (liste de partid)). Membrii Adunării Generale a Capitalei sunt aleși pe bza sistemului cu liste, pragul minim fiind de 4%.
Un cetățean al capitalei ungare trebuie să-și exprime opțiunea sa cu ocazia alegerilor locale pe cele mai multe buletine de vot din țară, după cum urmează: 
1. buletin de vot cu candidații la primăria generală,
2. buletin de vot cu candidații la primărie,
3. buletin de vot cu candidații individuali pentru consiliile locale din sectorul respectiv,
4. buletin de vot cu partidele sau/și asociațiile civice, cei care vor să ajungă în Adunarea Generală a Capitalei.

### Sectoarele Budapestei

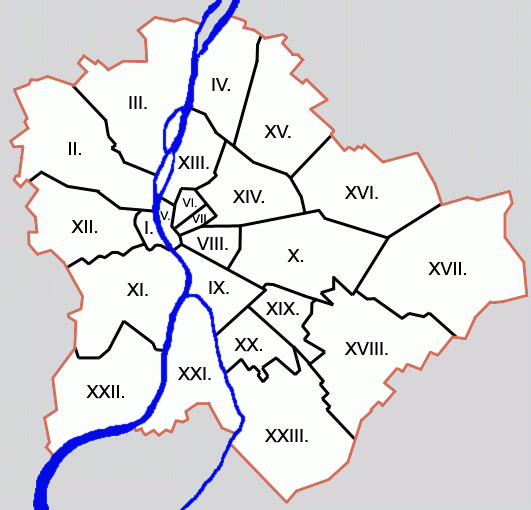
Sectoarele Budapestei

Budapesta inițial a avut 10 sectoare, care au fost înființate la unificarea din anul 1873 a celor trei orașe componente. Trei sectoare au fost formate pe malul drept al Dunării, pe teritoriul orașelor Buda și Óbuda, respectiv 7 sectoare pe malul stâng, pe teritoriul orașului Pest. Acestea au fost numerotate cu cifre romane, tradiție păstrată și astăzi.
În anul 1930, luând în seamă creșterea populației, au mai fost create încă patru sectoare, două în Buda, și două în partea Pest a capitalei.
La 1 ianuarie 1950 au fost unite cu Budapesta șapte orașe cu drept de comitat și 16 comune mari, numărul sectoarelor crescând la 22. Totodată au fost schimbate hotarele sectoarelor, iar cu desființarea sectorului IV de până atunci, acest număr de sector a fost atribuit sectorului format din orașul Újpest. Restul sectoarelor a fost numerotat de la XV la XXII. Din 1994 Budapesta are 23 de sectoare, când s-a format Sectorul al XXIII-lea al Budapestei pe teritoriul fostei comune Soroksár, cu desprinderea acestui teritoriu din sectorul XX.
Sectoarele Budapestei sunt numerotate în sensul mersului ceasului, dinspre interior spre exterior. Din cauza că sistemul a fost organizat în trei trepte, azi acest sistem de numerotare nu se mai observă ușor. Din cele 23 de sectoare 6 se află pe partea Buda, 16 pe partea Pest, iar una pe insula Csepel situat între cele două părți.
Consiliile locale – exclusiv între consiliile locale din Ungaria – au dreptul la autodenumire. În acest fel sectoarele au două denumiri oficiale: unul fiind denumirea administrativă statală (ex. Sectorul III al Capitalei Budapesta), iar cealaltă denumirea administrativă consilială (ex. Óbuda-Békásmegyer).

## Populația

### Evoluția demografică

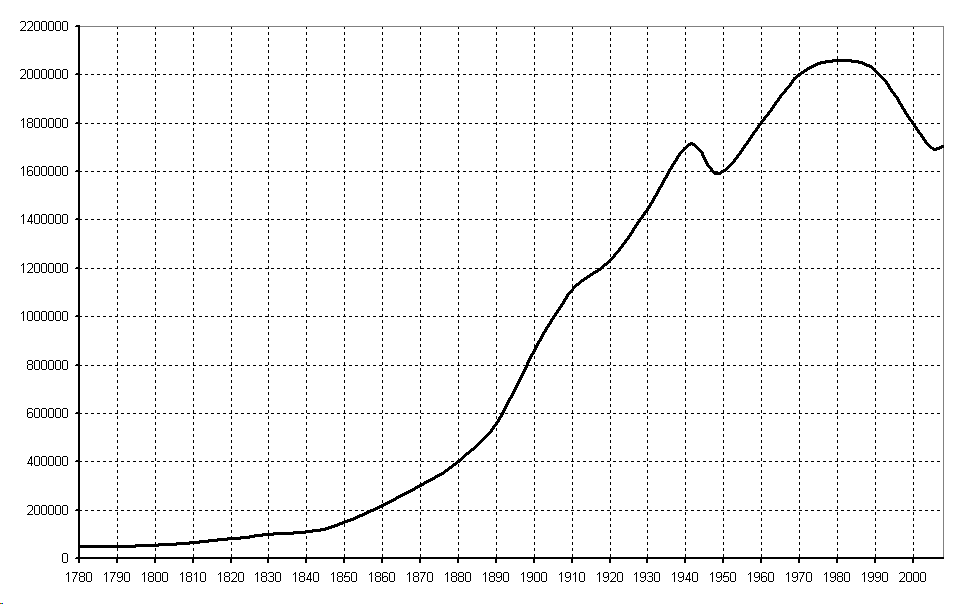
Evoluția demografică a Budapestei

| An   | Populație/loc. | % creștere/desc. |
| ---- | -------------- | ---------------- |
| 1720 | 12,200         | ▬                |
| 1800 | 54,200         | ▲ 344,3%         |
| 1830 | 102,700        | ▲ 89,5%          |
| 1850 | 178,000        | ▲ 73,3%          |
| 1880 | 370,800        | ▲ 108,3%         |
| 1900 | 861,434        | ▲ 97,8%          |
| 1925 | 957,800        | ▲ 30,6%          |
| 1941 | 1,712,791      | ▲ 21,6%          |
| 1949 | 1,590,316      | ▼ 28,5%          |
| 1970 | 2,001,083      | ▲ 140,3%         |
| 1990 | 2,016,100      | ▲ 0,7%           |
| 2001 | 1,777,921      | ▼ 11,9%          |
| 2005 | 1,695,814      | ▼ 4,6%           |
| 2011 | 1,733,685      | ▲ 2,2%           |
| 2012 | 1,740,041      | ▲ 0,4%           |
| 2018 | 1 749 734      | ▲0,067%          |

### Structura etnică și confesională

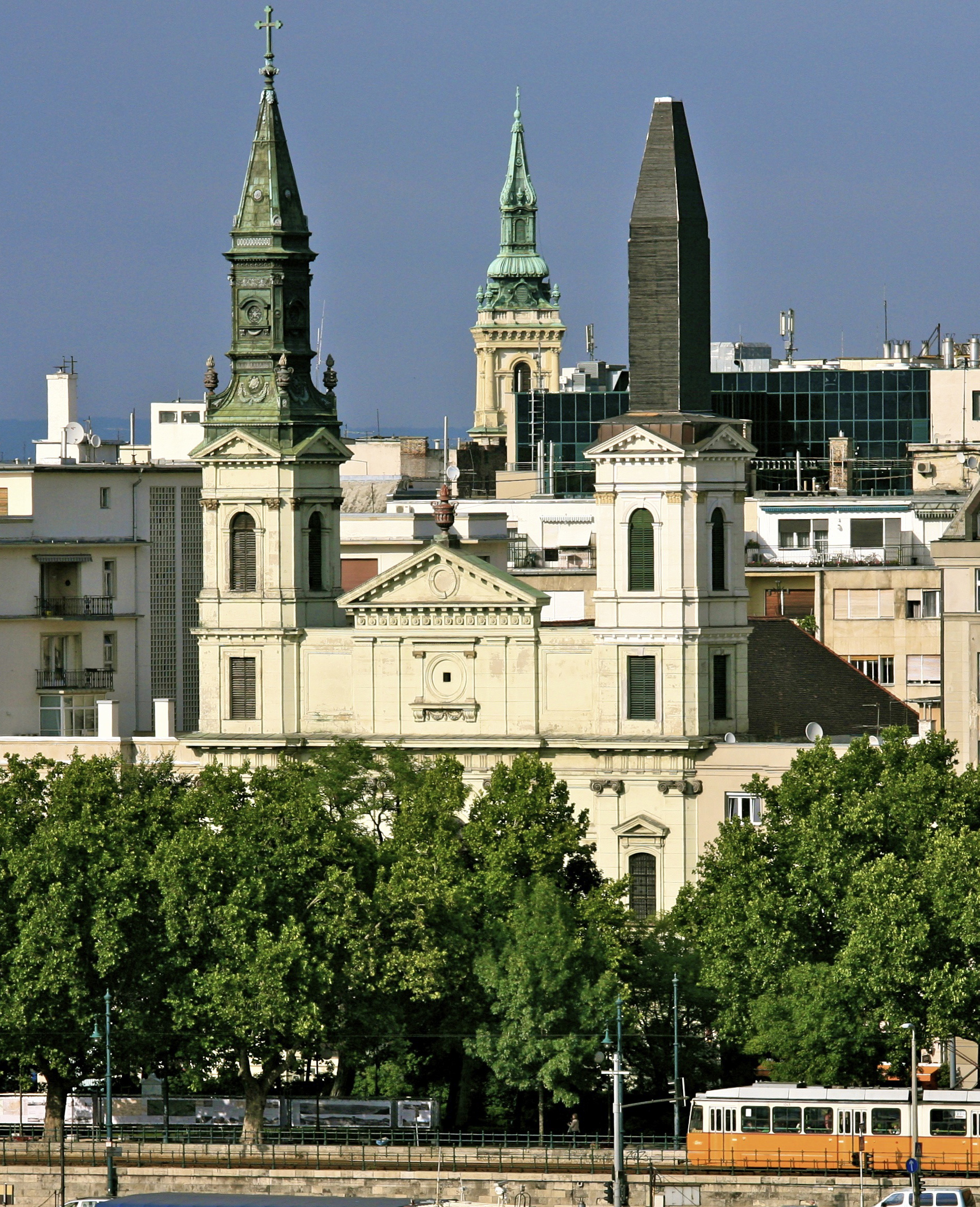
Catedrala Ortodoxă Adormirea Maicii Domnului din Budapesta

Budapesta este din 1993 al doilea sediu al Arhiepiscopiei de Esztergom, care de atunci poartă titulatura Archidioecesis Strigoniensis-Budapestinensis (Arhidieceza de Esztergom-Budapesta). Arhiepiscopul de Esztergom-Budapesta are totodată titlul de „primat al Ungariei”.
Principala biserică ortodoxă este Catedrala Adormirea Maicii Domnului, edificiu construit în secolul al XVIII-lea de comunitățile macedoromână și greacă din oraș. Primul preot român al acestei biserici a fost cărturarul iluminist Ioan Teodorovici, coautor al Lexiconului de la Buda.

### Comunități minoritare

#### Comunitatea română
Comunitatea românească din capitala Ungariei număra 8.480 de persoane în anul 2011. Sectorul cel mai românesc este Józsefváros unde 0,80% din populația, adică 622 de persoane s-au identificat români. 

## Transport

### Transportul de suprafața
Budapesta este centrul sistemului de șosele ale Ungariei - toate șoselele majore pornind de aici.

### Metroul
Prima linie de metrou a fost dată în funcțiune în anul 1896. A fost a doua linie de metrou din lume. Actualmente există patru linii de metrou.

### Transportul feroviar
Budapesta este totodată unul dintre nodurile feroviare importante din Europa Centrală.

#### Gări
Gara Keleti (Gara de Est), este cea mai tranzitată gară din Budapesta și Ungaria. De asemenea, aceasta are legături zilnice cu majoritatea țărilor din Europa Centrală și de Est.
- Belgrad (Serbia)
- Bratislava (Slovacia)
- București (România)
- Ljubliana (Slovenia)
- Kiev, Lvov (Ucraina)
- Viena (Austria)
- Zagreb (Croația)
- Berlin, München, Hamburg, (Germania)
- Praga (Cehia)
- Sofia, Varna, (Bulgaria)
- Moscova (Rusia)
- Veneția (Italia)
- Varșovia, Cracovia, (Polonia)
- Zürich (Elveția)

Budapest Nyugati pályaudvar.(Gara de Vest)
Gara Déli - Budapesta (Gara de sud)

### Aeroporturi
Aeroportul Ferihegy deservește orașul Budapesta și dispune de trei terminale de pasageri: Ferihegy 1, Ferihegy 2A și Ferihegy 2B. Aeroportul este situat în sectorul XVIII, Pestszentlőrinc-Pestszentimre.

## Universități
- Universitatea „Eötvös Loránd” din Budapesta
- Universitatea Central Europeană
- Universitatea Catolică Pázmány Péter
- Universitatea de Artă Teatrală și Cinematografică din Budapesta
- Universitatea Gyula Andrássy din Budapesta, germană
- Universitatea de Științe Veterinare
- Budapesta Universitatea de Economie
- Universitatea Corvinus din Budapesta
- Budapesta Universitatea Metropolitană
- Universitatea de Tehnologie și Economie din Budapesta
- Universitatea Edutus
- Universitatea Evanghelică de Științe Superioare
- Károli Gáspár Universitatea Reformată
- Universitatea János Kodolányi
- Academia de Muzică Ferenc Liszt
- Universitatea de Arte Plastice din Ungaria
- Universitatea de Artă și Design Moholy-Nagy
- Universitatea Națională de Administrare Publică
- Naționalizarea Rabinilor Naționale - Universitatea Evreiască
- Universitatea din Óbuda
- Universitatea Semmelweis
- Universitatea Semmelweis Pető András Facultatea
- Universitatea Szent István
- Universitatea de Educație Fizică
- Zrínyi Miklós Universitatea Națională de Apărare
- Universitatea Regele Sigismund

## Sport

### Echipe sportive

#### Fotbal
Echipe cunoscute de fotbal:
- Újpest FC
- Budapest Honvéd FC
- Ferencvárosi Torna Club, acronim FTC
- MTK Budapest FC - numit și MTK Hungária FC
- Rákospalotai EAC
- Vasas SC

## Budapesta de azi
În zilele noastre, Budapesta apare ca o capitală renăscută, ce abundă de monumente și construcții străvechi. Pe terenurile rămase goale încă din vremea războaielor s-au construit bănci și case de birouri moderne, dar s-a avut grijă de aspectul combinării lor cu clădirile de la începutul secolului XX sau mai vechi. Renașterea se simte și pe teatre, băi, muzee, biblioteci, parcuri, străzi, pasaje, mijloacele de transport comun, dar și pe instituțiile sanitare și sociale. Mai puțin vizibilă este dezvoltarea infrastructurii, dar și aceasta are puncte vizibile, ca podurile noi pe Dunăre. 
Pentru turiști sunt vizibile și redeschiderea sau renovarea cafenelelor și a restaurantelor istorice dintre anii 1880-1910 sau a galeriilor de artă, teatre. Viața orașului este plină de festivaluri culturale naționale și internaționale, de evenimente sportive internaționale, dar și de evenimente muzicale pentru tineri, cum ar fi Festivalul de muzică „Sziget” sau Parada Budapesta – corespunzătorul Paradei Love din Berlin.
La începutul secolului XXI Budapesta, odată cu intrarea în UE a Ungariei, a început să devină centrul regiunii pe plan economic, cultural și turistic, devenind cea mai vizitată capitală a Europei Centrale, după Praga.

## Orașe înfrățite cu Budapesta

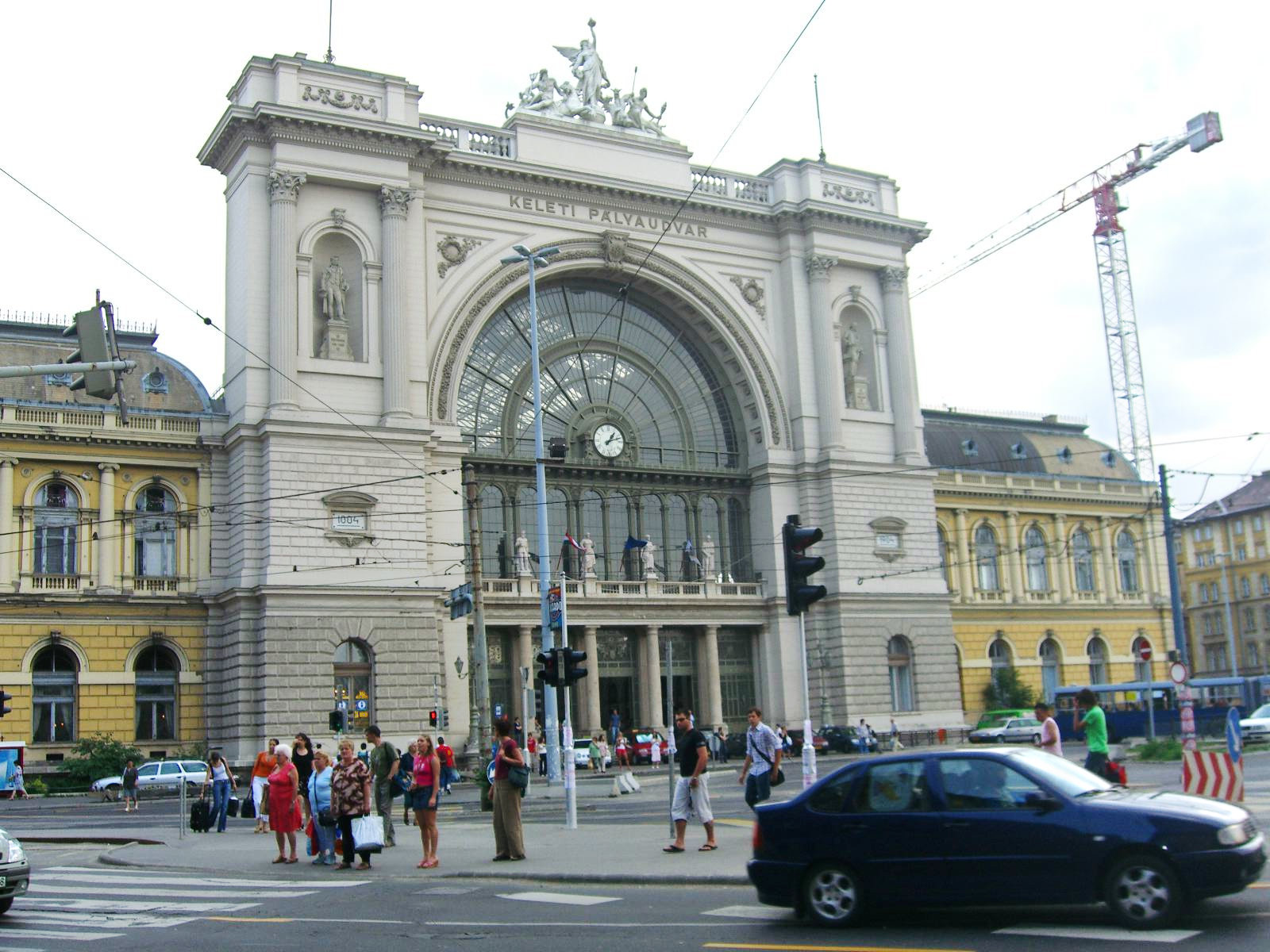
Gara Keleti

- Berlin, Germania
- București, România
- Fort Worth, SUA
- Frankfurt am Main, Germania
- Košice, Slovacia
- Lisabona, Portugalia
- New York City, SUA
- Sarajevo, Bosnia și Herțegovina
- Košice, Slovacia
- Tel Aviv, Israel
- Varșovia, Polonia
- Viena, Austria
- Zagreb, Croația
- Arad, România (înfrățit cu sectorul XII Hegyvidék)